# Tczew (gromada)
Tczew – dawna gromada, czyli najmniejsza jednostka podziału terytorialnego Polskiej Rzeczypospolitej Ludowej w latach 1954–1972.
Gromady, z gromadzkimi radami narodowymi (GRN) jako organami władzy najniższego stopnia na wsi, funkcjonowały od reformy reorganizującej administrację wiejską przeprowadzonej jesienią 1954 do momentu ich zniesienia z dniem 1 stycznia 1973, tym samym wypierając organizację gminną w latach 1954–1972.
Gromadę Tczew z siedzibą GRN w mieście Tczewie (nie wchodzącym w jej skład) utworzono 1 stycznia 1962 w powiecie tczewskim w woj. gdańskim z obszarów zniesionych gromad Czarlin i Lubiszewo (Tczewskie).
1 stycznia 1972 do gromady Tczew włączono obszar zniesionej gromady Miłobądz oraz miejscowości Młynki, Swarożyn, Waćmierek, Zabagno i Zwierzynek ze zniesionej gromady Swarożyn w tymże powiecie oraz część obszaru miasta Tczew (1.277,35 ha) na prawach powiatu.
Gromada przetrwała do końca 1972 roku, czyli do kolejnej reformy gminnej. 1 stycznia 1973 w powiecie tczewskim reaktywowano zniesioną w 1954 roku gminę Tczew.